# 後から前から
『後から前から』（うしろからまえから）は、畑中葉子の楽曲である。
本項では同曲をモチーフとした同名映画作品についても記述する。

## 楽曲
1978年にデビュー曲『カナダからの手紙』（平尾昌晃とのデュエット曲）が大ヒットするも、ソロ歌手転向後低迷が続いていた畑中が1980年ににっかつロマンポルノ『愛の白昼夢』に出演し世間に衝撃を与えた時期と前後してリリースされた。
本楽曲は同名映画共々ヒットするが、歌詞の内容からしてゴールデンタイムのテレビ番組には不適切と見られたせいか、畑中がテレビ番組で本楽曲を披露するのは殆ど深夜番組に限られていた。要注意歌謡曲指定制度の適用を受けていたとみられるが、最後に制度が改訂された1983年には指定されておらず、それ以前の指定状況は不明。
作詞の「豊兵衛」は荒木とよひさの別名義である。荒木は教科書に採用されている「四季の歌」の作詞・作曲者であることから、同曲のイメージダウンを避けるための措置とされる。
1992年にデビューしたセクシーユニット「ゴールデンヒップス」、2014年には乙女フラペチーノ（おとといフライデー）がカバーした。
かつて中日ドラゴンズ選手だった前原博之の応援テーマとして使用されたことがある（「まえはら」と「前から」の捩りで）。
最近では、プロレスリングWAVEにおいてGAMI・中川ともかの連携技である延髄斬りの挟み撃ちをこの曲になぞらえて「後から前から」と名づけられた。このタッグチームは「ハタナカヨウコ」と命名され入場曲もこの曲を使用している。2012年1月4日の大会では畑中本人も来場した。
2016年5月11日にリリースされたアルバム『GET BACK YOKO!!』には、新たなアレンジを施した「新録音バージョン」が収録されている。
その後もセクシー系歌謡の代表的な曲としてラジオ番組などで取り上げられることが多く、畑中本人も好意的な反応を見せている。

## 収録曲
- 両楽曲共に、作詞：豊兵衛／作曲：佐瀬寿一／編曲：若草恵

1. 後から前から（3分33秒）
2. 夢まくら（3分46秒）

## 映画「後から前から」

### 1980年版
日活ロマンポルノ作品である。
- 製作：にっかつ（1980年12月26日封切）
- 監督：小原宏裕
- 脚本：那須真知子
- 企画：成田尚哉
- 製作：林功
- 撮影：水野尾信正
- 美術：川船夏夫
- 音楽：甲斐八郎
- 録音：福島信雅
- 照明：新川真
- 編集：鍋島惇
- 助監督：加藤文彦
- スチール：井本俊康

出演者

- ヨーコ：畑中葉子
- 修子：風祭ゆき
- 恵美：香川ますみ
- 美沙：潤由起
- かずこ：岸田麻里
- 行夫：高瀬将嗣
- 勇次：田浦智之
- ブルジョワ女：江崎和代
- 正昭：今井久 他

### 2010年版
復活版企画「ロマンポルノRETURNS」の一作として上映された。内容は1980年版とは全くの別物であり、本作の表記は「後ろから前から」。
- 製作：日活、スカパー・ブロードキャスティング
- 製作プロダクション：アルチンボルド
- 脚本・監督：増本庄一郎
- 脚本協力：熊本浩武、藤森俊介
- 音楽：中川孝
- 主題歌：宮内知美「後ろから前から RETURNS」(1980年版のカバー・編曲：中川孝)
- 撮影：根岸憲一
- 美術：高橋俊秋(山崎美術)
- 録音：日高成幸
- 整音：岩丸恒
- 編集：小林由加子
- 助監督：原桂之介、森井勇佑
- 音響効果：シネマサウンドワークス
- 音楽制作：スワラプロダクション
- VFX：鹿角剛司
- 機材：サークル、黒澤フィルムスタジオ
- 企画：成田尚哉、平田樹彦
- プロデュース：西村圭二、千葉善紀、東快彦、池原健
- 製作者：渥美雅仁(スカパー・ブロードキャスティング)、石橋健司(日活)

出演者

- 桃子：宮内知美
- 乱子：琴乃
- 石田：金橋良樹
- 聡太郎、街田しおん、木下ほうか、柴田鉄平 他